# Plocoscelus nitidus
Plocoscelus nitidus är en tvåvingeart som beskrevs av Willi Hennig 1935. Plocoscelus nitidus ingår i släktet Plocoscelus och familjen skridflugor. Inga underarter finns listade i Catalogue of Life.